# بوشفیتس

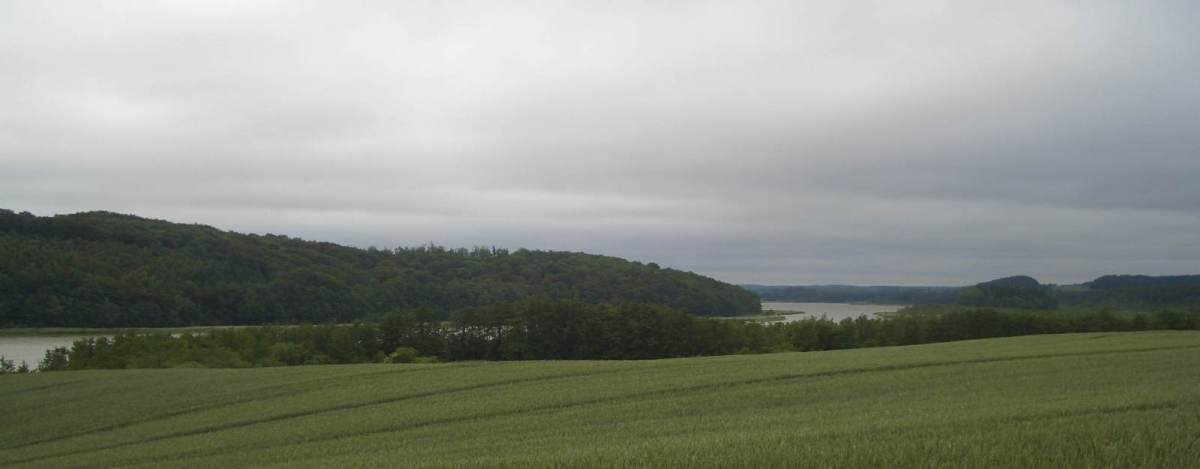
منظره ای از بوشفیتیس

بوشفیتس (به آلمانی: Buschvitz) یک شهر در آلمان است که در فرپومرن-روگن واقع شده‌است. بوشفیتس ۲۳۵ نفر جمعیت دارد.